# 池口史子
池口 史子（いけぐち ちかこ、1943年2月24日 - ）は、日本の洋画家。立軌会同人、日本芸術院会員。

## 来歴

### 生い立ち
南満洲鉄道に勤める堤禎章の娘として、大日本帝国の租借地であった関東州の大連市にて生まれ、東京都で育った。東京芸術大学に進学し、美術学部の油画科にて学び、山口薫の指導を受けた。1966年、東京芸術大学を卒業する。そのまま東京芸術大学の大学院に進学し、美術研究科にて学んだ。1968年、東京芸術大学の大学院を修了した。

### 画家として
東京芸術大学を卒業してから、個展やグループ展で作品を発表する。1975年、通産官僚であり小説家でもある堺屋太一と結婚した。1992年より立軌会に同人として加わる。2004年、『ワイン色のセーター』にて損保ジャパン東郷青児美術館大賞を受賞した。2012年、立軌展に出品した『深まる秋』で日本芸術院賞恩賜賞を受賞した。同年12月15日、日本芸術院の会員に選出され、第一部の第二分科に所属した。

## 顕彰
住居および夫である堺屋太一の事務所ならびに史子のアトリエとして使用していた新宿区愛住町にある「愛住館」を整備し、私立美術館として「美術愛住館」を開館。2019年に東京藝術大学へ寄贈整備され『堺屋太一記念 東京藝術大学 美術愛住館』となった。

## 家族・親族
父である堤禎章は、東京帝国大学工学部を卒業し南満洲鉄道に勤務していた。夫の堺屋太一こと池口小太郎は、東京大学経済学部を卒業して通商産業省に勤務するとともに小説家としても活躍し、小渕内閣では経済企画庁長官として入閣し、それ以来小渕第1次改造内閣、小渕第2次改造内閣、第1次森内閣、第2次森内閣まで務めた。

## 略歴
- 1943年 - 関東州大連市にて誕生[2]。
- 1966年 - 東京芸術大学美術学部卒業[3]。
- 1968年 - 東京芸術大学大学院美術研究科修了[3]。
- 1992年 - 立軌会同人[4]。
- 2012年 - 日本芸術院会員[7]。
  - 2012年  - 『共鳴／主張する個性～現代洋画家10人～』展。池口史子、入江観、大沼映夫、林敬二、佐藤泰生、櫃田伸也、小杉小二郎、酒井信義、諏訪敦、青木敏郎(諏訪市美術館)

## 賞歴
- 1993年 - 倫雅美術奨励賞[5]。
- 2002年 - 両洋の眼河北倫明賞[5]。
- 2004年 - 損保ジャパン東郷青児美術館大賞[5]。
- 2012年 - 日本芸術院賞・恩賜賞[5]。
- 2024年11月 - 旭日中綬章[10][11]

## 著作

### 単著
- 池口史子画『池口史子展図録』日動画廊、1998年。
- 池口史子著『池口史子画集』日本経済新聞社、2004年。ISBN 4532123828
- 池口史子画、損保ジャパン東郷青児美術館編『池口史子展――静かなる叫び』損保ジャパン美術財団、2005年。
- 池口史子画、岐阜県美術館編『損保ジャパン東郷青児美術館大賞と池口史子展』岐阜県美術館、2006年。
- 池口史子画『池口史子展――静寂の次』渋谷区立松濤美術館、2008年。

### 共著
- 村木明編『現代の精鋭作家たち展――21世紀の日本洋画を担う』中日新聞社、1998年。
- ART BOXインターナショナル出版編集部企画・編集『現代日本の絵画』2巻、ART BOXインターナショナル、2003年。ISBN 4872986490
- サクラアートミュージアム企画・編集、清水靖子監修・執筆『クレパス画事典――基本からプロのテクニック・画材の基礎知識・名画集』サクラクレパス出版部、2005年。ISBN 4878959002
- 髙島屋編集『池口史子展――stillness――東京藝術大学創立120周年記念』高島屋、2007年。
- 横須賀美術館ほか編『ワンダーシニア30展――現代日本の画家が描く、それぞれの昭和、平成』横須賀美術館、2010年。
- 池田20世紀美術館編『池口史子展――寂寥という絵画』池田20世紀美術館、2011年。